# بوتوكاتو
بوتوكاتو هي مدينة، وبلدية في البرازيل، تتبع ساو باولو، بلغ عدد سكانها 108٬306  نسمة، في 2000، تبلغ مساحتها 1٬482٫874 كيلومتر مربع.

## الموقع
تشترك في الحدود مع:
- Anhembi [الإنجليزية]‏
- Bofete [الإنجليزية]‏
- Itatinga [الإنجليزية]‏.

## أعلام
- زي ماريا
- ماريا خوسيه دوبريه
- كاميلا فين
- نيلسون أندرادي